# John D. Goodell
John D. Goodell (* 30. September 1909 in Omaha, Nebraska; † 4. April 2004 in Saint Paul) war ein amerikanischer Dokumentarfilmregisseur.

## Leben
Goodell diente während des Zweiten Weltkriegs in der Navy. Er war Ingenieur, Leiter der Automatisierungsabteilung von US Industries in Maryland und technischer Leiter von US Industries in New York. Er entwickelte mehrere Erfindungen.
In den 1950er Jahren begann Goodell sich für das Go-Spiel zu interessieren. Er war dessen großer Förderer in den USA, ein führender amerikanischer Spieler, Organisator von Turnieren; er brachte 2 Tonnen Spielsteine aus Japan in die USA.
Ab den 1960er Jahren drehte Goodell mehrere Dokumentarfilme, für Always a New Beginning wurde er 1974 für einen Oscar in der Kategorie „Bester Dokumentarfilm“ nominiert. Der Film begleitet zwei Ärzte auf einer Reise um die Welt, die dem Zweck dient, festzustellen, wie Kinder in verschiedenen Kulturen lernen.

## Filmografie
- 1974: Always a New Beginning
- 1984: Satan’s Touch